# Leo Stein

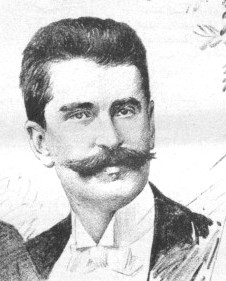
Leo Stein (1896)

Leo Stein, egentligen Leo Rosenstein, född 25 mars 1861 i Lemberg, död 28 juli 1921 i Wien, var en österrikisk sångtextförfattare och librettist. Han var verksam under pseudonymerna Leo Stein och Leo W. Stein. Tillsammans med Victor Léon stod han bakom bland annat librettot till Glada änkan (tyska Die lustige Witwe) och Wiener Blut. Han var även en av författarna till Csardasfurstinnan.